# Tischtennis in Hongkong
Tischtennis in Hongkong gehört zu den Hauptsportarten der chinesischen Sonderverwaltungszone. Der Präsident des Tischtennisverbandes Hong Kong, China Table Tennis Association Limited (HKTTA) ist Henry Yue (余潤興 Yue Yun Hing, Stand 2025).

## Geschichte
Populär wurde Tischtennis in Hongkong in den 1920er Jahren. 1936 wurde der Tischtennisverband gegründet. Grein gibt als Gründungsjahr 1947 an.
1972 wurde der Verband verwaltungstechnisch als Limited Company in Hongkong eingetragen. Der Verband ist von China unabhängig und tritt international mit eigenen Mannschaften an, insbesondere da der chinesische Tischtennisverband erst seit 1955 entstand. 1950 wurde er in den Weltverband ITTF aufgenommen.

## International
Die meisten Nationalspieler Hongkongs stammen aus Festlandchina, jedoch existieren durch Nachwuchsarbeit auch eigene Nachwuchstalente. Hongkong tritt regelmäßig bei Weltmeisterschaften und Olympischen Spielen auf. Bis 2024 holte Hongkong zwei Medaillen bei Olympischen Spielen, 2004 Silber im Herrendoppel und 2020 Bronze mit der Damenmannschaft.
Einige Aktive traten auch in der deutschen Bundesliga an. Eine Auswahl:
- Damen
  - Tie Yana, 2005 TV Busenbach, 2017 ttc berlin eastside
  - Sun Jin, 2007 TV Busenbach
  - Song Ah Sim, 2004 bis 2014 ttc berlin eastside
  - Minnie Soo Wai Yam, 2022 TSV Langstadt

- Herren
  - Chan Kong Wah, 1986 bis 2002: Post SV Mülheim, PSV Oberhausen, RS Hoengen, Würzburger Hofbräu, TTG Weitmar-Munscheid
  - Leung Chu Yan, 2000er Jahre Würzburger Hofbräu, TTF Liebherr Ochsenhausen, SV Plüderhausen, 1. FC Saarbrücken
  - Gao Li Ze (Gao Lize), 2000 Borussia Düsseldorf
  - Cheung Yuk, 2005 TTC Zugbrücke Grenzau
  - Lam Siu Hang, 2020 TTC RhönSprudel Fulda-Maberzell

## Quelle
- Henry James: Hongkong hat Tradition. In: Tischtennis. Nr. 4, 2006, ISSN 2364-8643, Seite 29.

## Fußnote
1. ↑  
Henry Yue alias Yue, Yun Hing Henry (chinesisch 余潤興 / 余润兴, Pinyin Yú Rùnxīng, Jyutping Jyu4 Jeon6hing1, kantonesisch Yue Yun Hing).